# Amara metallescens
Amara metallescens é uma espécie de insetos coleópteros pertencente à família Carabidae.
A autoridade científica da espécie é Zimmermann, tendo sido descrita no ano de 1831.
Trata-se de uma espécie presente no território português.